# Campionati canadesi di sci alpino 1994
Ai Campionati canadesi di sci alpino 1994 furono assegnati i titoli di discesa libera, supergigante, slalom gigante, slalom speciale e combinata, sia maschili sia femminili.
Trattandosi di competizioni valide anche ai fini del punteggio FIS, vi parteciparono anche sciatori di altre federazioni, senza che questo consentisse loro di concorrere al titolo nazionale canadese.

## Risultati
| Specialità      | Uomini        | Donne             |
| --------------- | ------------- | ----------------- |
| Discesa libera  | Ralf Socher   | Kate Pace         |
| Supergigante    | Ralf Socher   | Michelle McKendry |
| Slalom gigante  | Chris Puckett | Edith Rozsa       |
| Slalom speciale | Stanley Hayer | Kateřina Tichý    |
| Combinata       | Stanley Hayer | Joanna Magee      |